# Dolenja Dobrava (gmina Trebnje)
Dolenja Dobrava – wieś w Słowenii, w gminie Trebnje. W 2018 roku liczyła 73 mieszkańców.